# لويز جلوك
لويز إليزابيث جلوك (بالإنجليزية: Louise Glück) (ولدت في 22 أبريل 1943 في مدينة نيويورك)، هي شاعرة وكاتبة أمريكية، فازت بجائزة نوبل للآداب لعام 2020.
لويز جلوك هي واحدة من أبرز الشعراء الأمريكيين في جيلها، وقد فازت بالعديد من الجوائز الأدبية الرئيسية في الولايات المتحدة، مثل وسام العلوم الإنسانية الوطنية، وجائزة بوليتزر، وجائزة الكتاب الوطنية، وجائزة نقاد الكتاب الوطنية، وجائزة بولينجن، بالإضافة إلى جوائز أخرى. كما حازت على جائزة ولقب الشاعر الأمريكي في الفترة من 2003 إلى 2004. غالبًا ما توصف جلوك بالشاعرة ذات طابع السيرة الذاتية. يُعرف عملها بكثافته العاطفية وبتصويره المتكرر للخرافة أو التاريخ أو الطبيعة للتأمل في التجارب الشخصية والحياة العصرية.
ولدت غلوك في مدينة نيويورك وترعرعت في لونغ آيلاند في نيويورك. بدأت تعاني من فقدان الشهية العصبي بينما كانت في المدرسة الثانوية ثم تغلبت على المرض لاحقًا. أخذت دروسًا في كلية سارة لورانس وجامعة كولومبيا لكنها لم تحصل على شهادة. بالإضافة إلى حياتها المهنية كمؤلفة، فقد عملت في الأوساط الأكاديمية كمعلمة للشعر في العديد من المؤسسات.
ركزت جلوك في عملها على الجوانب المضيئة للصدمة والرغبة والطبيعة. أصبح شعرها معروفًا بتعبيراته الصريحة عن الحزن والعزلة في استكشافها لهذه المواضيع الواسعة. ركز العلماء أيضًا على بناء شخصيتها الشعرية والعلاقة بين السيرة الذاتية والأساطير الكلاسيكية في قصائدها.
تعمل جلوك حاليًا كأستاذ مساعد وكاتب مقيمة ضمن برنامج روسينكرانز في جامعة ييل. وتعيش في كامبريدج في ماساتشوستس.
حازت جلوك جائزة نوبل للآداب في عام 2020 وذلك «لصوتها الشعري المميّز» وفقا للأكاديمية المانحة.

## السيرة الشخصية

### بدايات حياتها
ولدت لويز غلوك في مدينة نيويورك في 22 أبريل 1943. وهي الأبنة الكبرى من الأبناء الذين بقوا على قيد الحياة لدانيال غلوك وهو رجل أعمال، وبياتريس غلوك (ني غروسبي) وهي ربة منزل.
هاجر أجداد غلوك للأب وهم يهود مجريين إلى الولايات المتحدة، حيث امتلكوا في نهاية المطاف محل بقالة في نيويورك. كان والد غلوك أول فرد من عائلته يولد في الولايات المتحدة. كان لديه طموح ليصبح كاتبًا، لكنه اشترك في العمل مع صهره. وحققوا النجاح معًا عندما اخترعوا سكين إكس-إكتو. كانت والدة غلوك خريجة من كلية ويليسلي. تلقت جلوك من والديها في سن مبكرة تعليمًا في الأساطير اليونانية والقصص الكلاسيكية مثل أسطورة جان دارك. وبدأت بكتابة الشعر في سن مبكرة.
اصيبت غلوك بفقدان الشهية العصبي أثناء مراهقتها، وهو ما أصبح التحدي المحدد لسنوات مراهقتها المتأخرة وشباب. وقد وصفت المرض في أحد مقالاتها أنه نتيجة لمحاولة تأكيد استقلاليتها عن والدتها. وفي موضع آخر، ربطت مرضها بوفاة أخت أكبر منها وهو حدث وقع قبل ولادتها. بدأت غلوك في تلقي العلاج النفسي خلال خريف عامها الأخير في مدرسة جورج دبليو هيوليت الثانوية في هيوليت في نيويورك. ثم أُخرجت من المدرسة بعد بضعة أشهر للتركيز على إعادة تأهيلها، ولكنها تخرجت في عام 1961 دون أي تأخير. كتبت عن هذا القرار: «أدركت أنني سأموت في مرحلة ما. لكن ما كنت أعرفه بشكل أكثر وضوحًا وبشكل أكثر عمقًا، هو أنني لا أريد أن أموت». ثم أمضت السنوات السبع التالية تتلقي العلاج، وهو ما تنسب إليه الفضل في مساعدتها على التغلب على المرض وتعليمها كيفية التفكير.
لم تسجل غلوك في الكلية كطالبة بدوام كامل بسبب حالتها الصحية. وقد وصفت قرارها بالتخلي عن التعليم العالي لصالح العلاج بأنه كان ضروري: «...جعلت حالتي العاطفية، وتطرف صلابة سلوكي، والاعتماد المحموم على طقوس معينة من أشكال التعليم الأخرى أمرًا مستحيلًا». وبدلاً من ذلك، أخذت غلوك درسًا في الشعر في كلية سارة لورانس، والتحقت بورشات شعرية في كلية التعليم العام بجامعة كولومبيا في الفترة من 1963 إلى 1965، والتي قدمت برامج للطلاب غير التقليديين. درست أثناء وجودها هناك مع ليوني آدمز وستانلي كونتز. وقد صنفت هذين المعلمين كمرشدين مهمين في رحلة تطورها كشاعرة.

## أسلوبها الشعري
تستخدم لويز لغة واضحة ومباشرة لطرح أفكار فلسفية وجودية معقدة. تعيد بناء الأساطير الكلاسيكية مثل قصص هاديس وبرسفوني في الميثولوجيا اليونانية لتقارب بها الواقع العاطفي والنسوي المعاصر. تعتمد في دواوينها على تكامل القصائد داخل بناء سردي واحد، حيث تُقرأ القصائد كفصول في قصة متصلة. تختار مفردات مألوفة لكنها تشحنها بطبقات من الدلالة، في إيقاع خفي وتكوين دقيق. تنأى عن التزويق اللفظي والإفراط المعلوماتي، مفضّلة ما تسميه "الصمت البليغ" وما لا يُقال، معتبرة أن الغموض الناقص أحيانًا أبلغ من الاكتمال. لا تستعرض اللغة بل تستنطقها، وتضعها في سياقات تمنحها طاقة تأملية قادرة على التحرر والإيحاء. تُحوّل المألوف إلى رمز، والواقعي إلى استعارة للكوني. تنجح في الجمع بين التجربة الشخصية والبعد الرمزي.
يتكرر حضور ثيمات الموت، الشيخوخة، الطفولة، والذاكرة، بأسلوب يتجنّب الميلودراما ويُقدّم تأملًا هادئًا وعميقًا. توظف الطبيعة والزهور كأصوات متحدثة، وتستخدم الحوار الرمزي لتجسيد القلق الإنساني من الزمن والفناء. لا تخشى مواجهة العزلة أو الغياب، بل تحوّلها إلى مصدر إبداع وتحرر. تبتعد عن الشعر السياسي المباشر، لكنها تُقدّم تجربة نسوية متجذّرة في الحميمي والشخصي. قصائدها لا تُقرأ للترفيه بل للحفر في الذات والوجود.

## مواضيع
تتنوع موضوعات لويز جلوك بين التجربة الوجودية العميقة والتأملات الحميمية في الذات والطبيعة. تستدعي في شعرها علاقات الإنسان بالكون، من خلال حضور قويّ لعناصر الطبيعة كالأشجار والزهور والماء،. كما تنسج رؤاها عبر شخصيات أسطورية تعيد تأويلها بوعي نسويّ معاصر، وتواجه من خلالها قضايا كالشيخوخة والغياب والحب والفقدان والرغبة.

## الوفاة
توفيت لويز جلوك في 13 أكتوبر 2023 عن عمر ناهز الثمانين.

## مؤلفاتها المترجمة للعربية
- عجلة مشتعلة تمر فوقنا، المترجم : سامر أبو هواش، الناشر : أبوظبي : هيئة أبوظبي للثقافة والتراث ، كلمة، الناشر 2 : ألمانيا : منشورات الجمل، سنة النشر : 2009، عدد الصفحات : 173[34]
- قصائد للحب والحياة في أفق الموت، ترجمة لمى سخنيني، عن العائدون للنشر، عمّان، 2021[35]
- السوسنة البرية (شعر)، The Wild Iris. 1992 ترجمة: محمد العميدي، عدد الصفحات: 117، سنة النشر بالعربية 2021، ردمك 978-9922-9635-5-6 : ISBN [36]

## روابط خارجية
- لويز جلوك على موقع IMDb (الإنجليزية)
- لويز جلوك على موقع الموسوعة البريطانية (الإنجليزية)
- لويز جلوك على موقع مونزينجر (الألمانية)
- لويز جلوك على موقع إن إن دي بي (الإنجليزية)